# Museu de Zoologia Comparada
El Museu de Zoologia Comparada. Museum of Comparative Zoology, nom complet: "The Louis Agassiz Museum of Comparative Zoology", sovint abreujat simplement com "MCZ", és un museu de zoologia ubicat als soterranis de la Universitat Harvard a Cambridge, Massachusetts. És un dels tres museus científics d'història natural de Harvard la cara pública dels quals és el Harvard Museum of Natural History. Les col·leccions Harvard MCZ's consten d'uns 21 milions d'espècimens dels quals diversos milers s'exposen de forma rotatòria al públic del museu.
Entre el que exposa hi ha fòssils trobats per Charles Darwin el 1834, El mamo del Capità Cook, i dos faisans que pertanyien a George Washington, actualment en préstec al Mount Vernon de l'Estat de Virgínia.
El Harvard Museum of Natural History està físicament connectat amb el Peabody Museum of Archaeology and Ethnology.

## Història
El Museu de Zoologia Comparada va ser fundat el 1859 pels esforços del zoòleg Louis Agassiz.

## Departaments
Aquest museu té 12 departaments: Oceanografia biològica, Entomologia, Herpetologia, Ictiologia, Paleontologia d'invertebrats, Zoologia d'invertebrats, Mamiferologia, Invertebrats marins, Malacologia, Ornitologia, Genètica de poblacions, i Paleontologia de vertebrats. La biblioteca Ernst Mayr Library i els seus arxius donen suport al museu.

## Exposicions
En contrast amb els museus moderns, el Harvard Museum of Natural History té molts centenars d'animals dissecats o conservats. Entre els més notables hi ha l'esquelet d'una balena, el de la closca de tortuga més grossa que s'ha trobat mai "the Harvard mastodont", un gran esquelet de Kronosaurus l'esquelet d'un dodo, i un celacant conservat en líquid. La sala Great Mammal Hall va ser renovada el 2009 celebrant el 150è aniversari de la fundació del museu.

### Galeria d'imatges

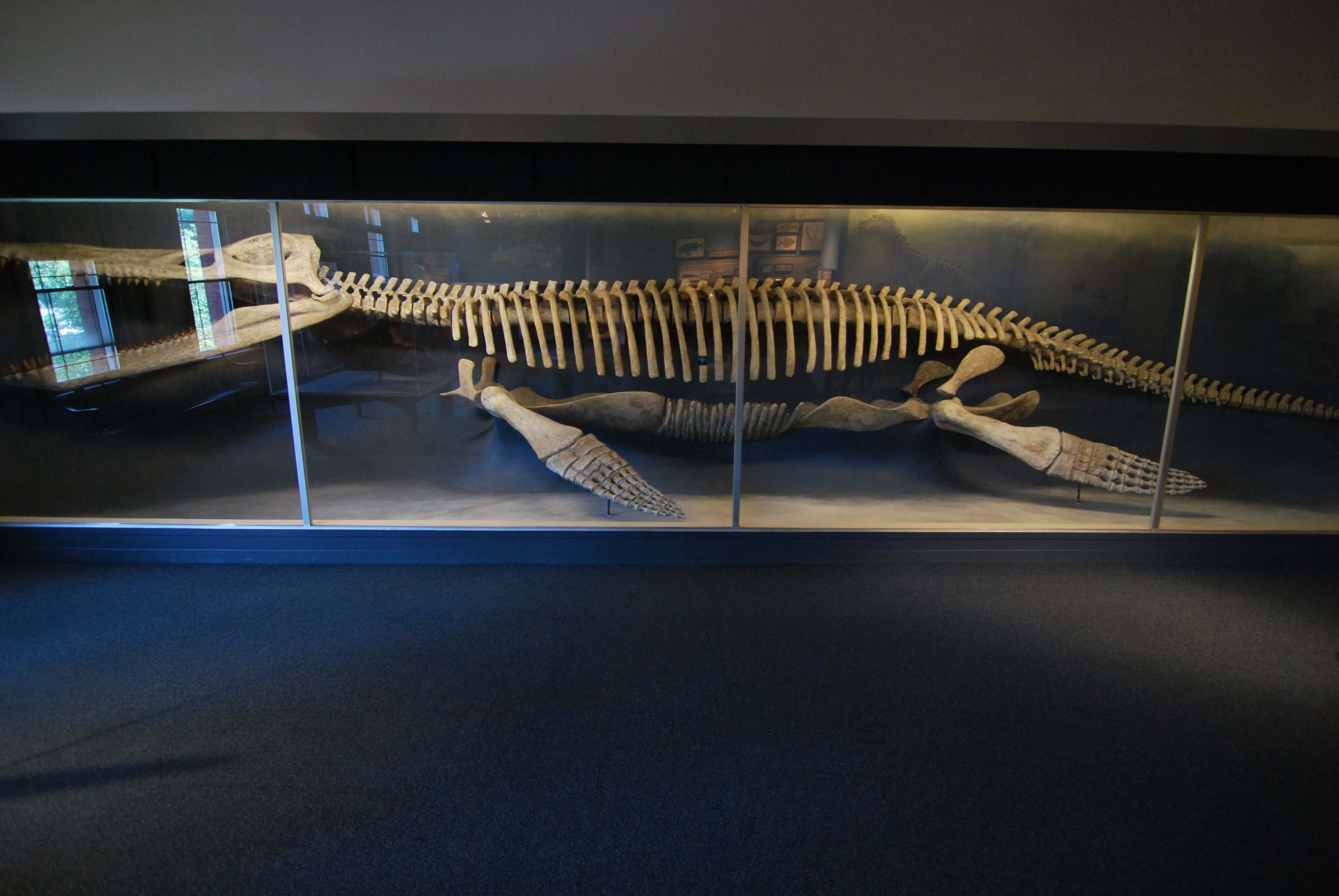
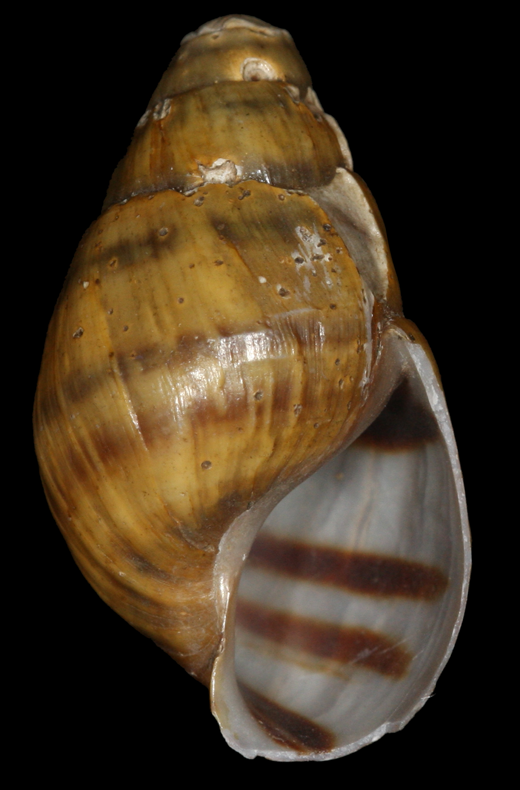